# Stracenie Torrijosa i jego towarzyszy

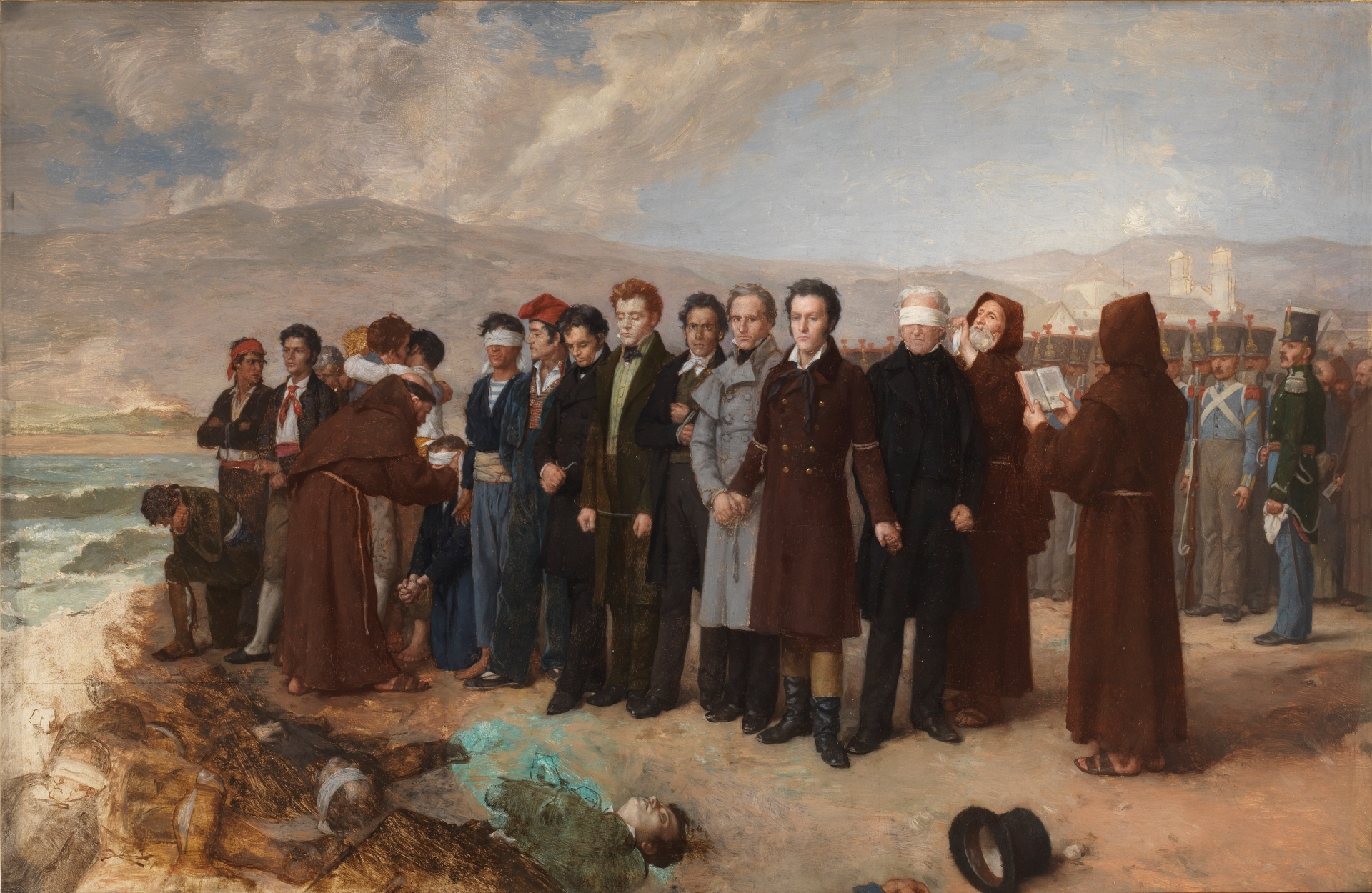
Pomniejszona replika autorska, 1886–1887, olej na desce, 47 x 71 cm.

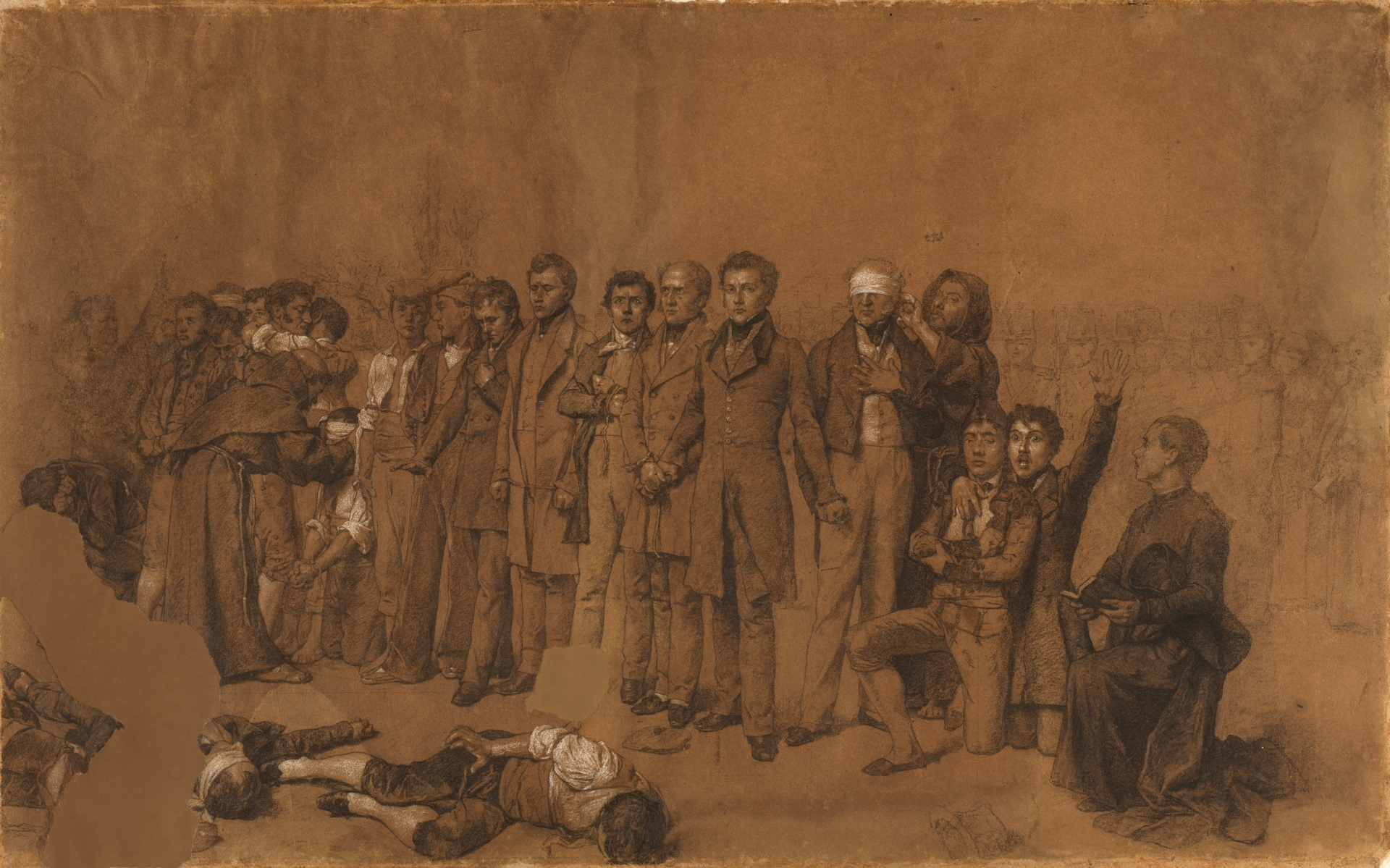
Rysunek przygotowawczy, ok. 1888, ołówek, 820 x 1330 mm.

Stracenie Torrijosa i jego towarzyszy (hiszp. Fusilamiento de Torrijos y sus compañeros en las playas de Málaga) – obraz olejny hiszpańskiego malarza Antonia Gisberta. Przedstawia egzekucję liberalnych powstańców i konstytucjonalistów dowodzonych przez generała Torrijosa. 

## Okoliczności powstania
Obraz o charakterze propagandowym został zamówiony w 1886 przez liberalny rząd Mateo Sagasty, w okresie regencji Marii Krystyny Sycylijskiej. Antonio Gisbert był sztandarowym malarzem partii rządzącej, od czasu kiedy w 1860 namalował ideologiczny obraz Stracenie Comuneros w Kastylii. Został wyznaczony królewskim dekretem z 21 stycznia 1886 do namalowania wielkoformatowego obrazu historycznego przedstawiającego rozstrzelanie generała Torrijosa i jego towarzyszy. Dzieło miało służyć przyszłym pokoleniom jako przypomnienie i przykład tego, jak kosztowna może być walka o wolność. Obraz powstał w pracowni Giberta w Paryżu, przy ulicy Bruyère.
W kolekcji Muzeum Prado znajduje się także szkic przygotowawczy – rysunek ołówkiem na papierze oraz niedokończona pomniejszona replika autorska (olej na desce).

## Opis obrazu
José María de Torrijos y Uriarte (1791–1831) walczył w wojnie o niepodległość Hiszpanii (1808–1814) toczonej przeciwko Francuzom. Po zwycięstwie Hiszpanów król Ferdynand VII wrócił na tron, jednak wbrew oczekiwaniom liberałów odrzucił konstytucję z 1812 i przywrócił rządy absolutne. Torrijos brał czynny udział w próbach przywrócenia rządów liberalnych przez opozycję. Po klęsce Trzylecia liberalnego wyemigrował do Anglii, gdzie przygotował liberalną proklamację i zgromadził wokół siebie zaufanych ludzi. 2 grudnia 1831 wraz z sześćdziesięcioma towarzyszami przypłynęli do wybrzeża Malagi, gdzie wpadli w pułapkę absolutystów. Zostali zdradzeni przez gubernatora generalnego Vicentego Gonzáleza Moreno, który obiecał im wsparcie. Aresztowano ich za zdradę, a dziewięć dni później, 11 grudnia, Torrijos i 48 jego ocalałych towarzyszy zostali rozstrzelani bez procesu na malageńskiej plaży San Andrés.
Gisbert ucieka się do akademickiego puryzmu; rysunek jest dokładny, a kompozycja prosta, choć uważnie przestudiowana. Przedstawiona scena rozgrywa się na plaży San Andrés w Maladze, o czym świadczy widoczny w tle kościół Nuestra Señora del Carmen, który posłużył za więzienie dla pojmanych powstańców. Więźniowie, którzy mają zostać straceni, stoją w szeregu ze związanymi rękoma, czekając na egzekucję. Generał Torrijos stoi wyprostowany, trzymany za ręce przez dwóch towarzyszy: ubranego w jasnoszary płaszcz Manuela Floresa Calderóna i starszego Francisca Fernándeza Golfína, byłego ministra wojny, któremu zakonnik zasłania oczy opaską. Na prawo od Floresa Calderóna stoją: pułkownik Juan López-Pinto y Berizo, angielski oficer Robert Boyd i Francisco de Borja Pardio, dwaj ostatni ze spuszczonymi oczami. Zakonnicy zasłaniają oczy tym, którzy o to proszą, podczas gdy jeden z nich czyta na głos religijny tekst. Na pierwszym planie widoczne są zwłoki rozstrzelanych mężczyzn, jest to przedstawienie wyraźnie inspirowane malarstwem Francisca Goi. Niektóre ciała częściowo znajdują się poza kadrem, co wskazuje na wpływ fotografii. W tle widać żołnierzy, którzy czekają na rozkaz kontynuowania egzekucji. Malarz przedstawia różne emocje i stany ducha mężczyzn, którzy za chwilę mają zginąć. Na ich twarzach mieszają się: zmartwienie, złość, zniechęcenie, rezygnacja czy wyzwanie. Zastosowana zimna gama kolorów podkreśla dojmujący charakter sceny i jej okrutny przebieg.

## Proweniencja
Obraz znajdował się w Museo de Arte Moderno w Madrycie do 1971, kiedy został przeniesiony do Muzeum Prado, razem z innymi XIX-wiecznymi dziełami.